# Jackadder Lake
Jackadder Lake är en sjö i Australien. Den ligger i delstaten Western Australia, nära delstatshuvudstaden Perth.
Runt Jackadder Lake är det i huvudsak tätbebyggt. Runt Jackadder Lake är det mycket tätbefolkat, med 2 103 invånare per kvadratkilometer. Genomsnittlig årsnederbörd är 820 millimeter. Den regnigaste månaden är juli, med i genomsnitt 142 mm nederbörd, och den torraste är januari, med 11 mm nederbörd.